# Sommet du G20 de 2014
Le sommet du G20 de 2014 est la neuvième réunion du Groupe des vingt. Il a eu lieu à Brisbane, en Australie, les 15 et 16 novembre 2014.
Jusqu’à 4 000 délégués étaient attendus avec près de 2 500 représentants des médias.

## Agenda

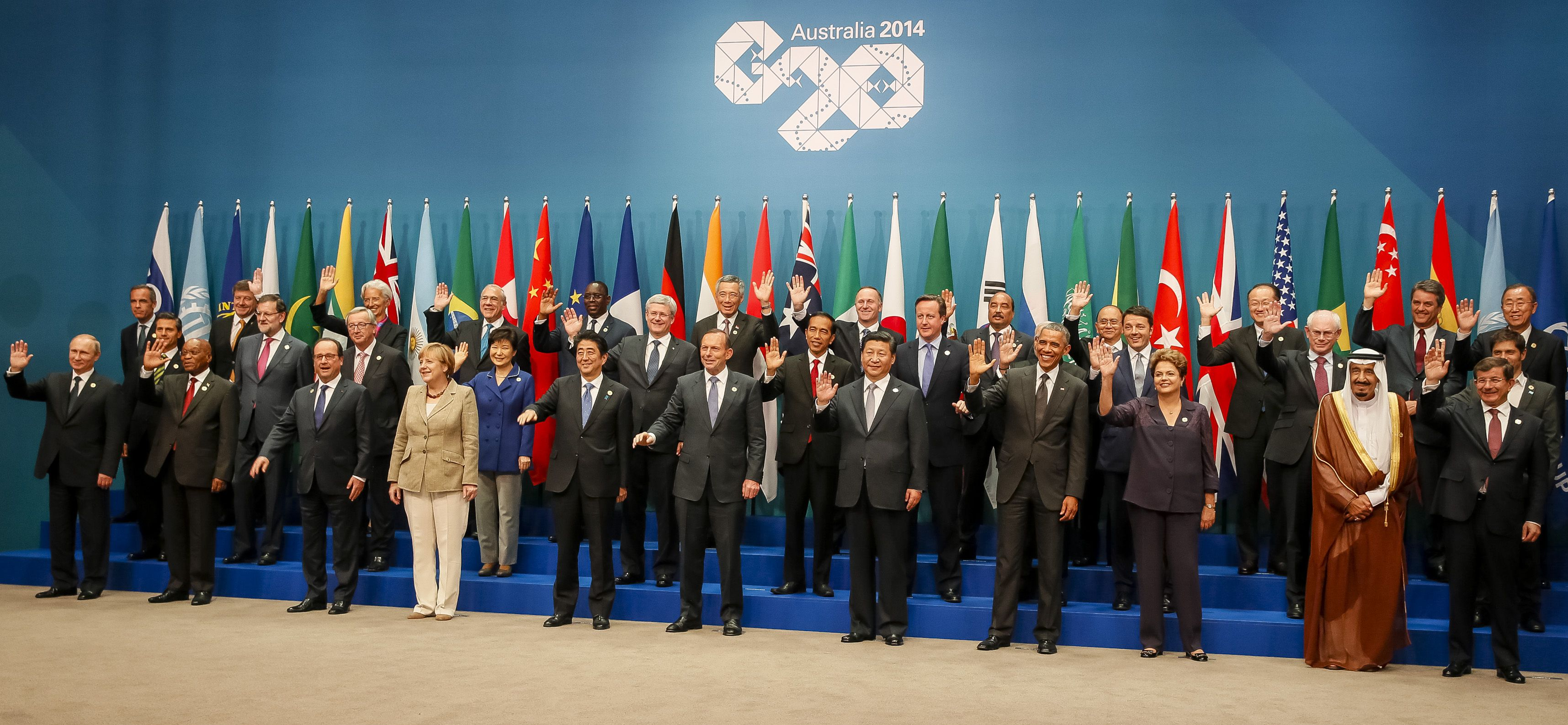
Photo de famille du G20.

L'une des priorités au programme du G20 en 2014 est la stimulation de la croissance économique et résilience financière,. La lutte contre le changement climatique est aussi un des thèmes majeurs abordés,.

## Préparation
La Première ministre d'Australie, Julia Gillard avait fait la demande lors de l'édition 2011 du sommet du G20 de Cannes, afin que l’Australie soit désignée pour être hôte du sommet en 2014.

## Participants

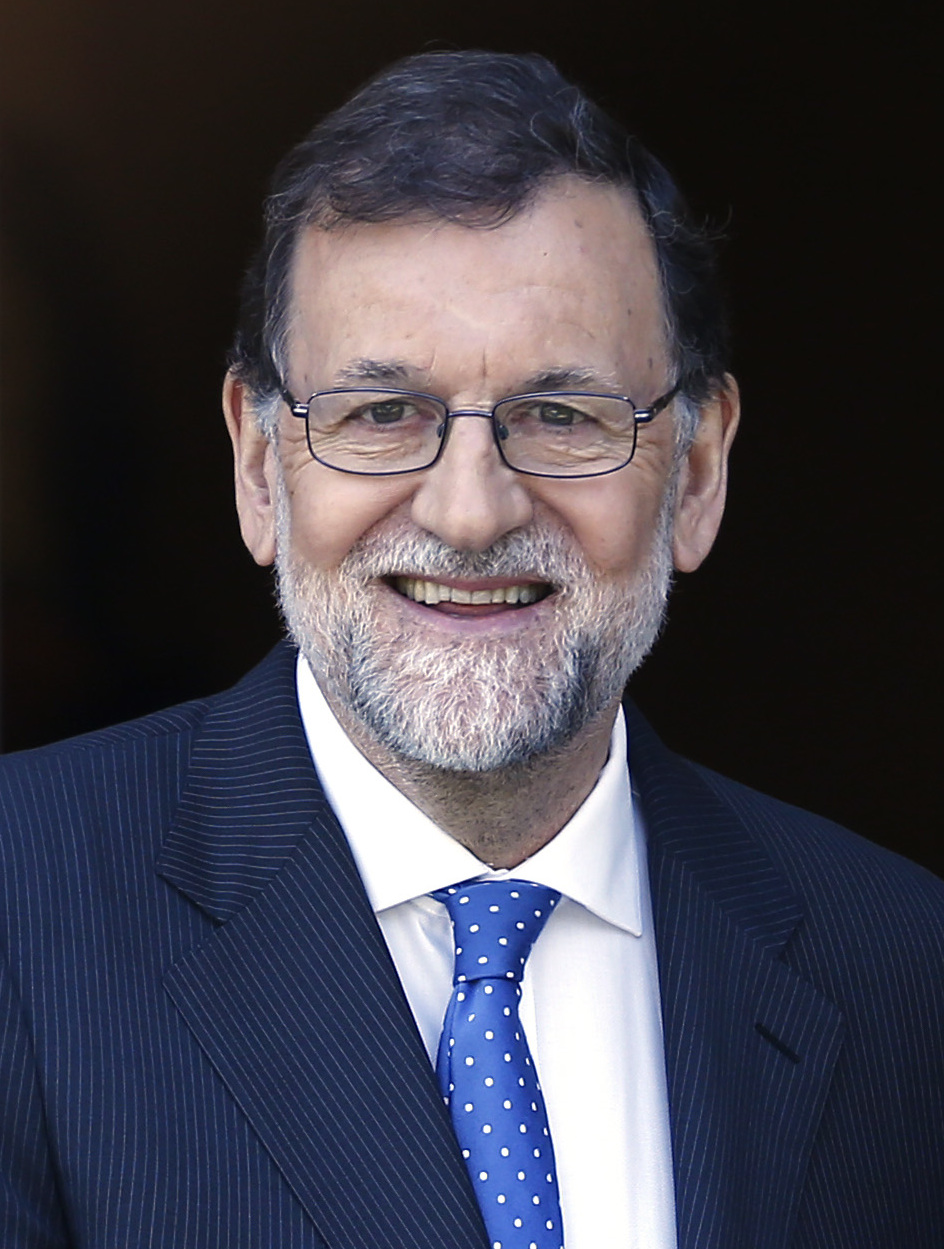
Espagne Mariano Rajoy, Premier ministre
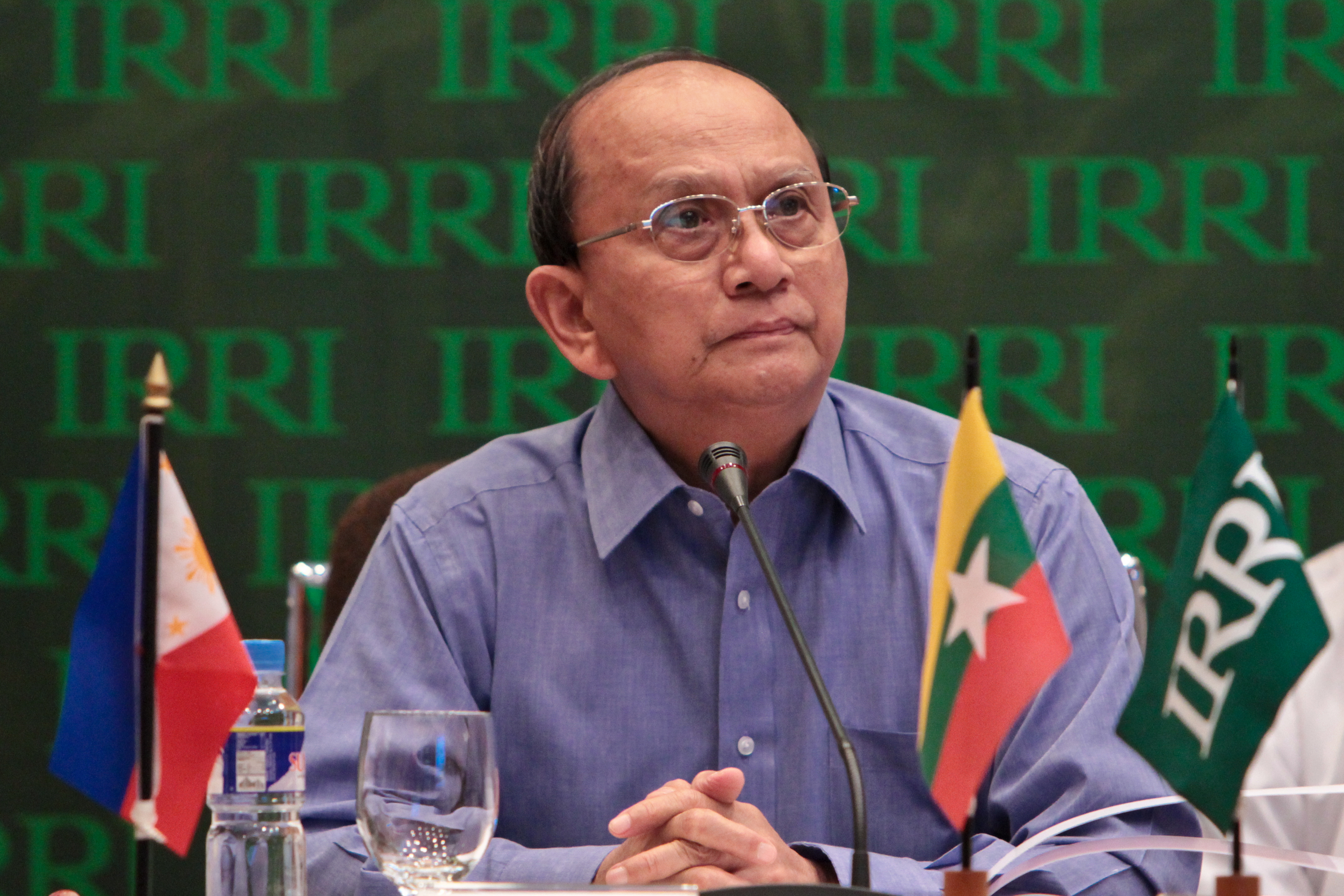
Birmanie Thein Sein, Président
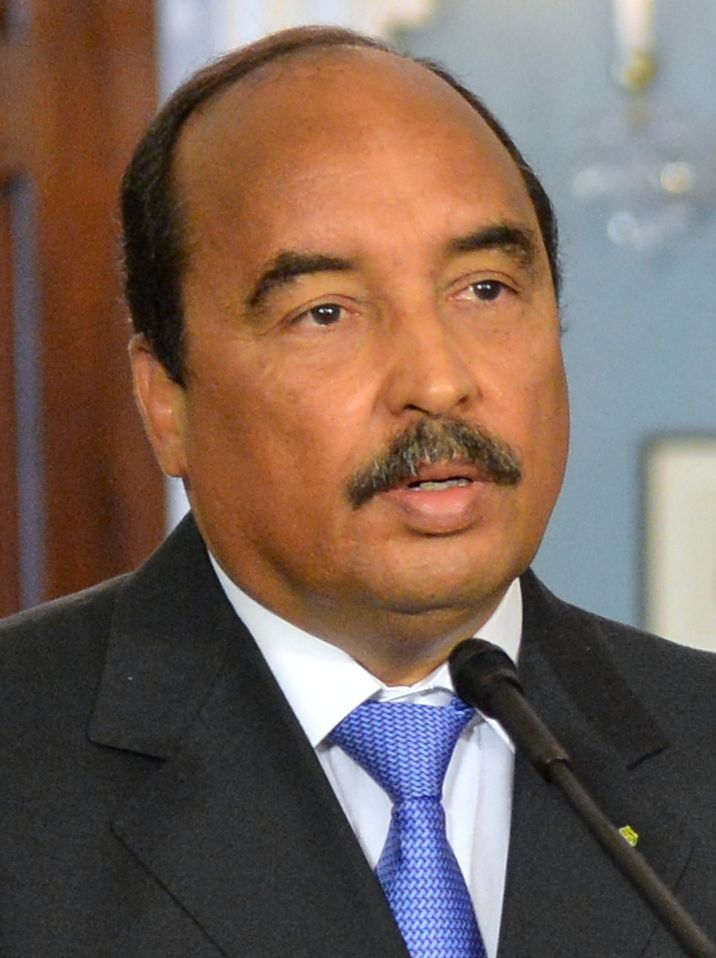
Mauritanie Mohamed Ould Abdel Aziz, Président
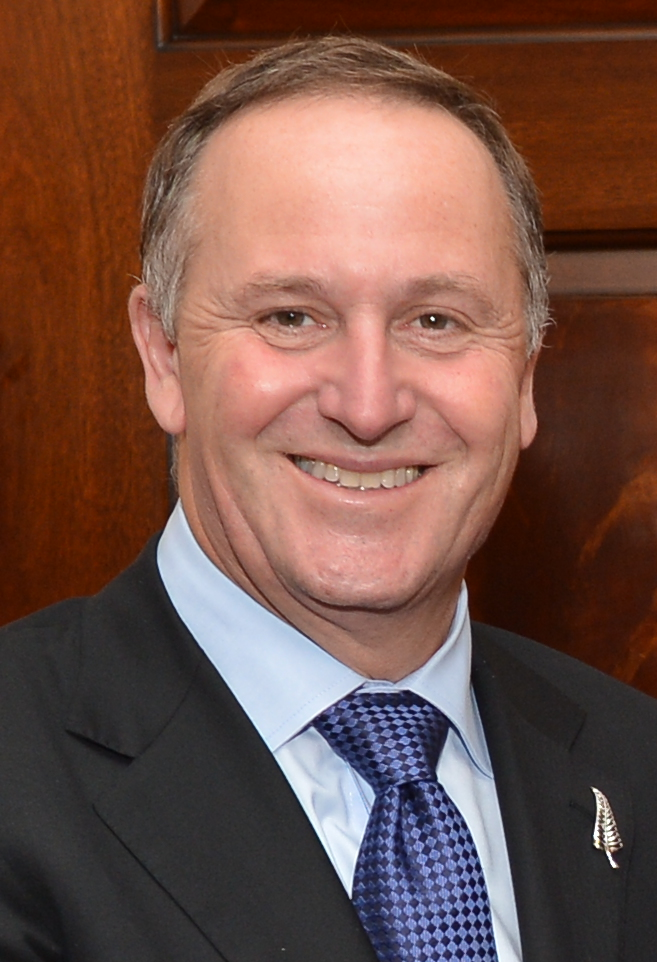
Nouvelle-Zélande John Key, Premier ministre
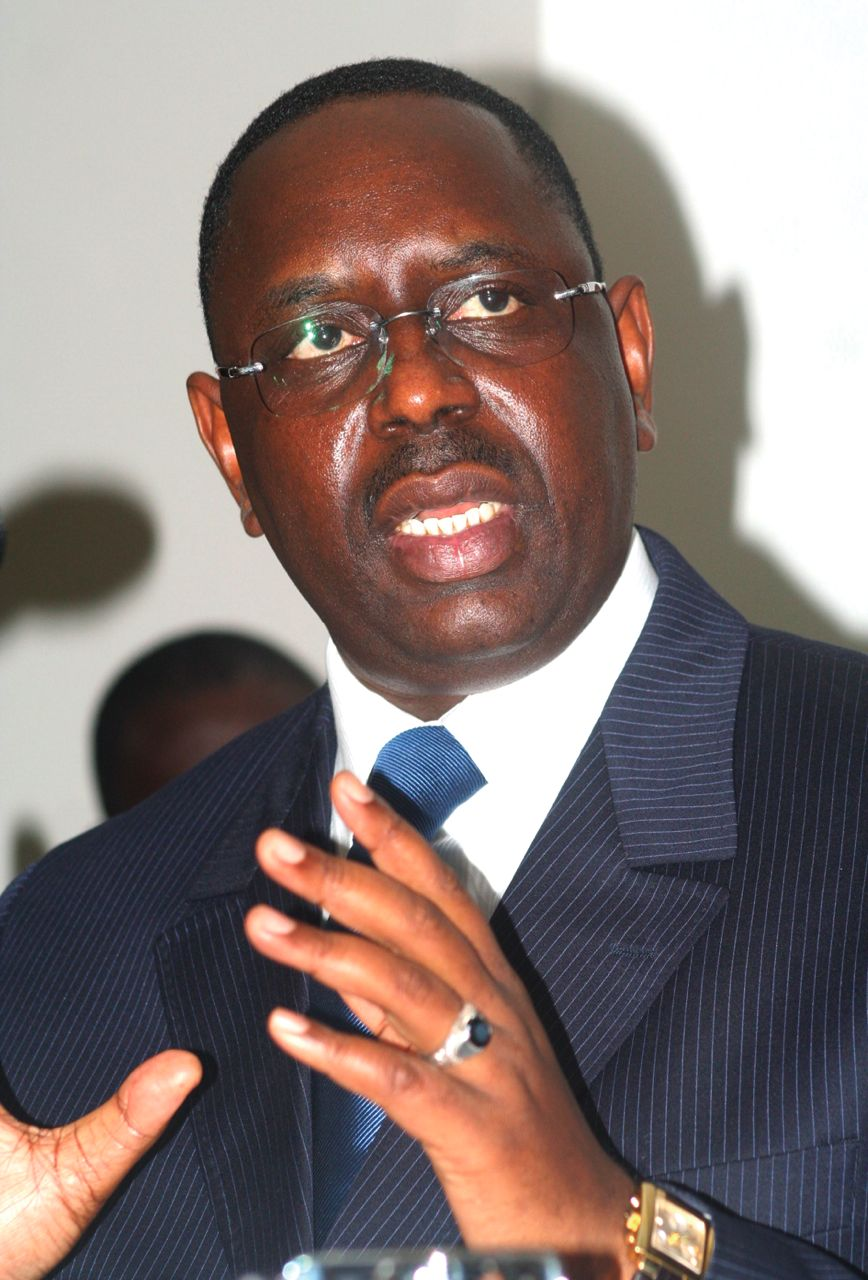
Sénégal Macky Sall, Président
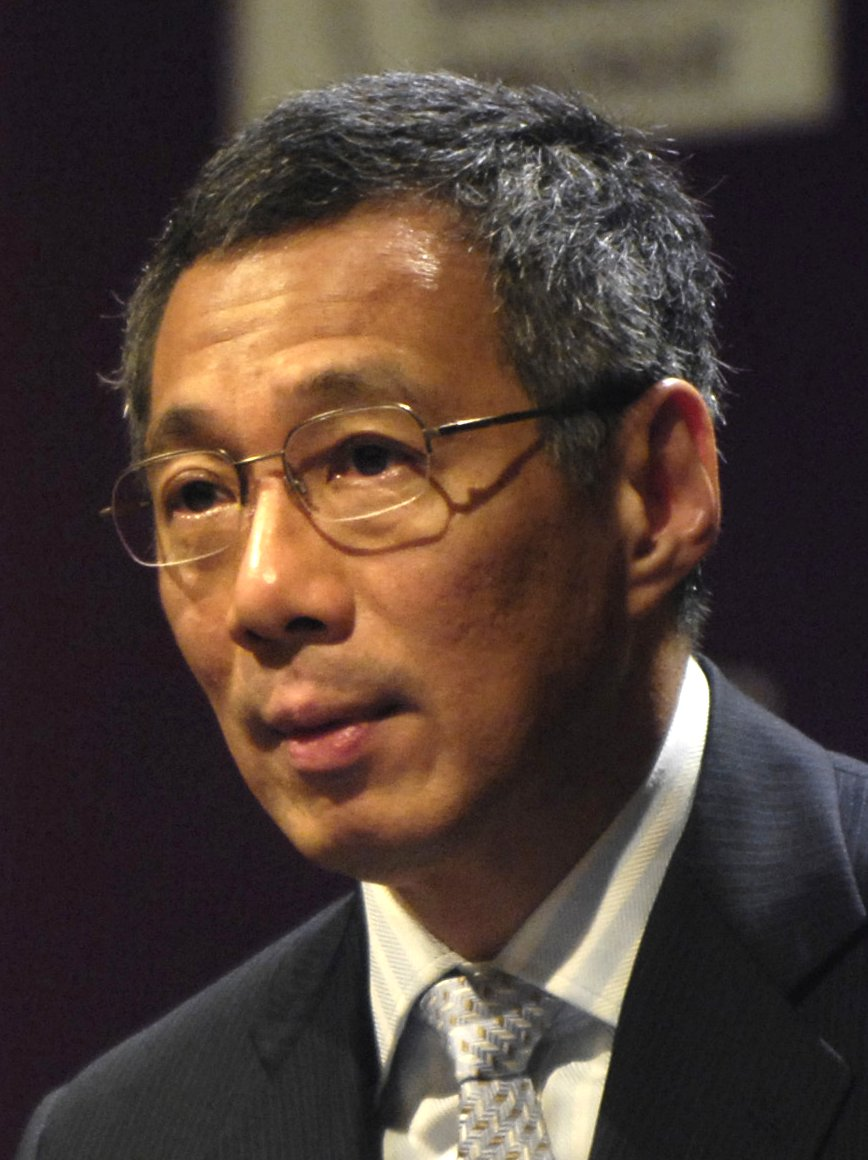
Singapour Lee Hsien Loong, Premier ministre

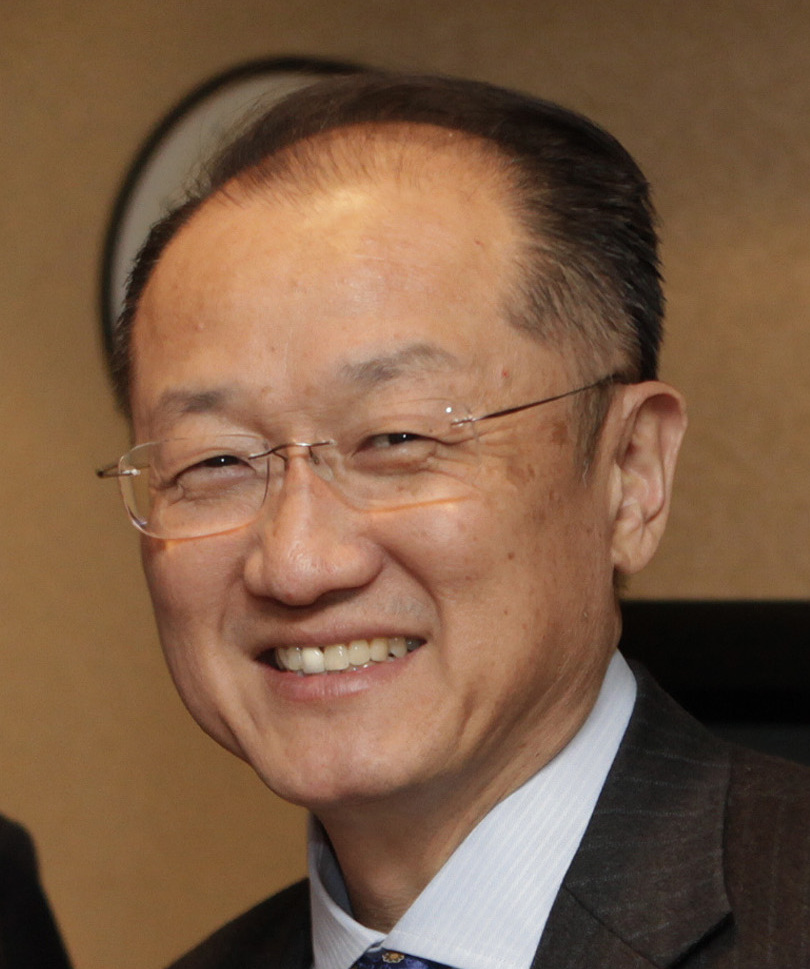
Banque mondiale Jim Yong Kim, Président
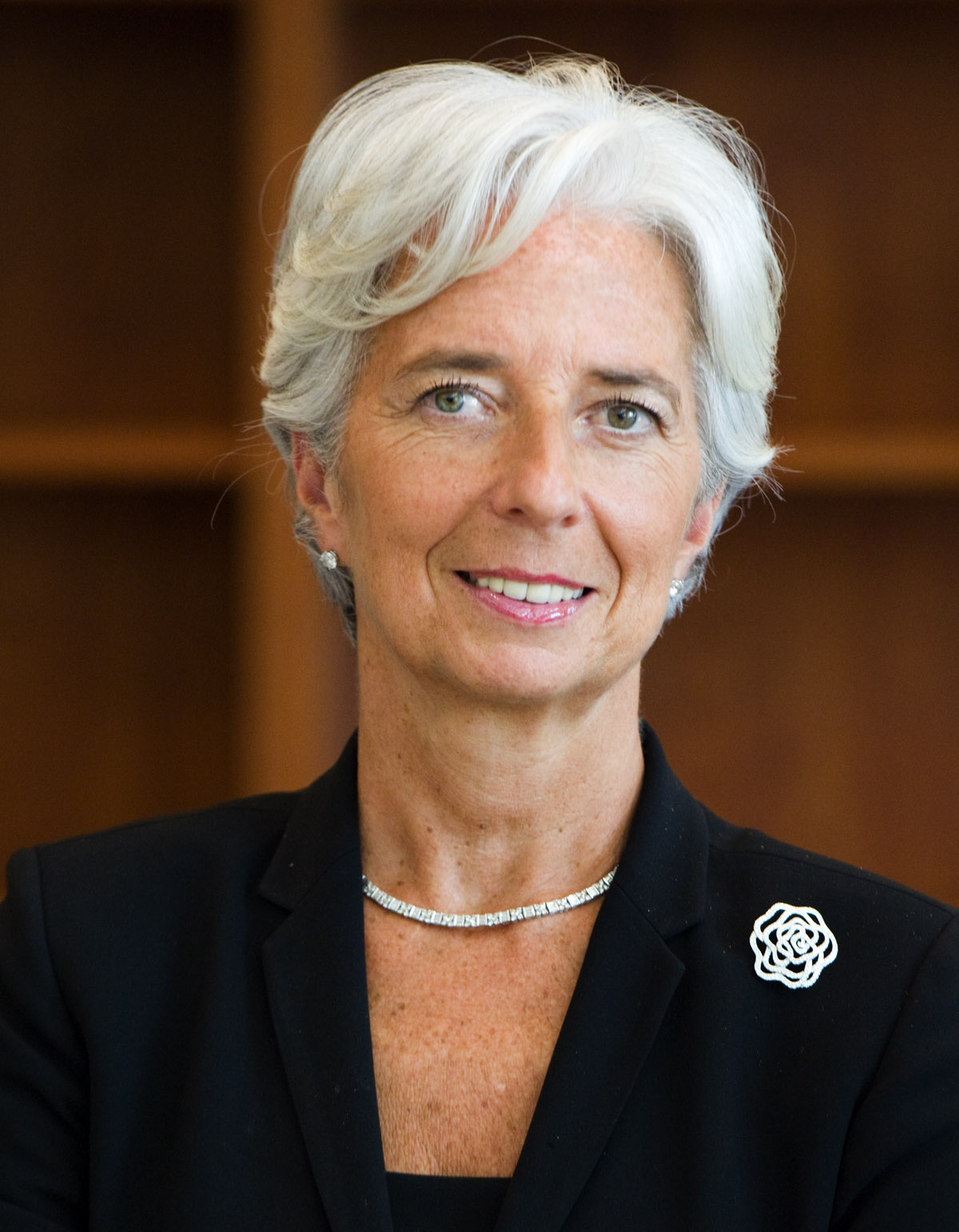
FMI Christine Lagarde, Directrice générale
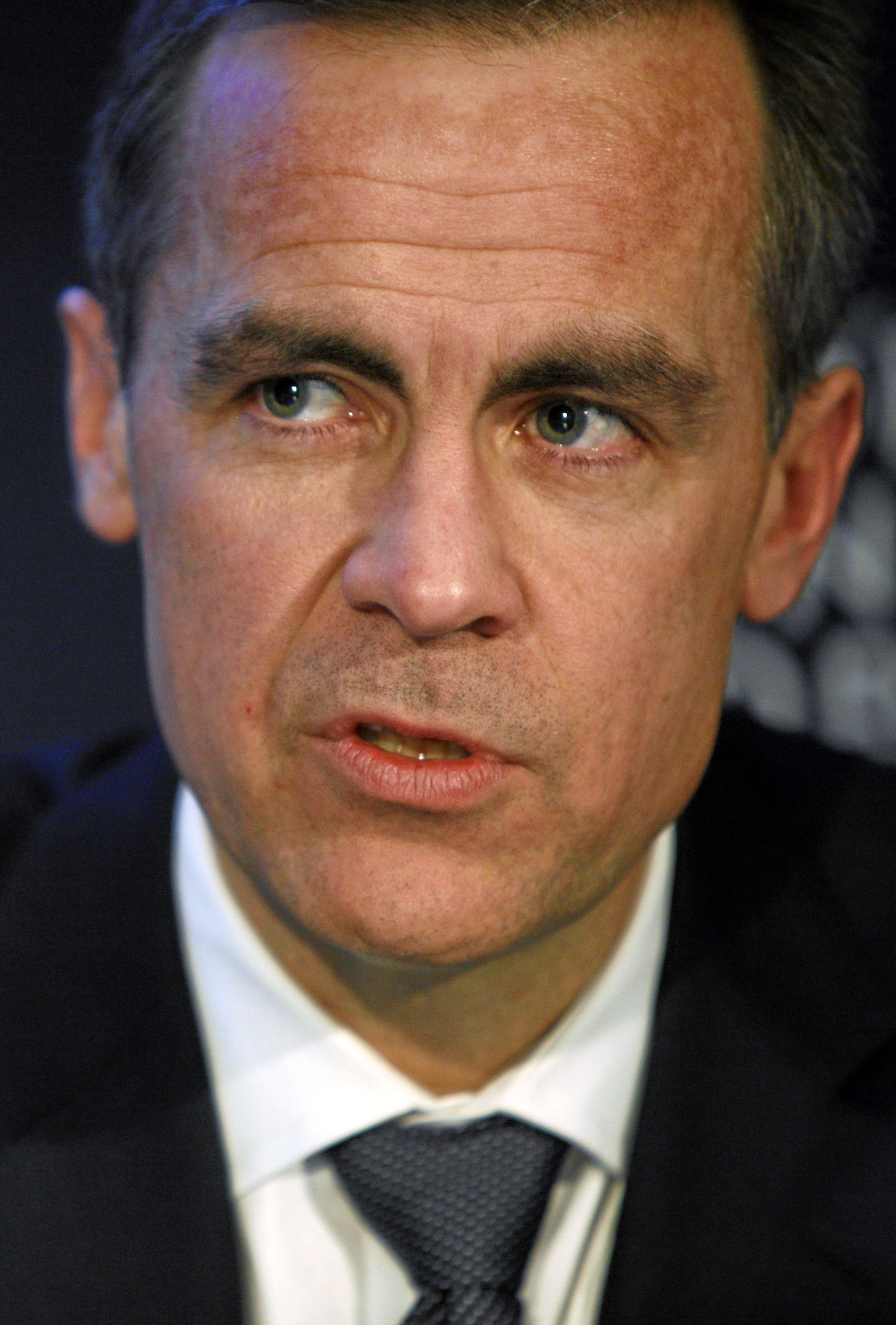
FSB Mark Carney, Président
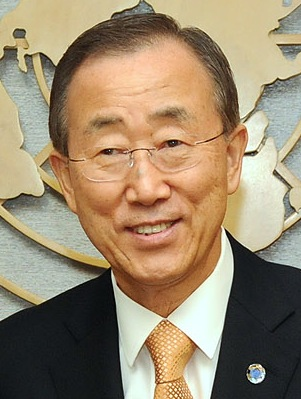
ONU Ban Ki-moon, Secrétaire général
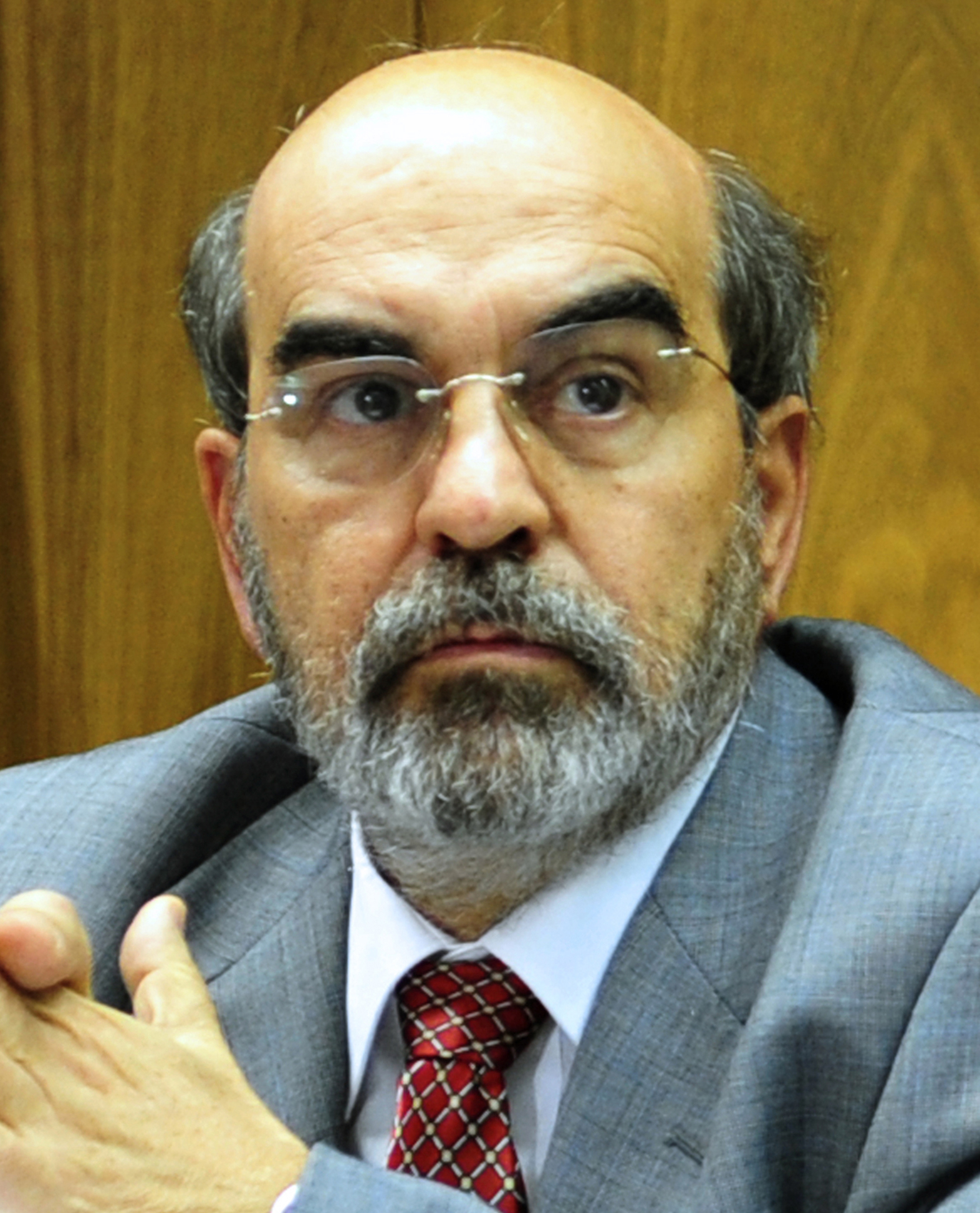
ONUAA José Graziano da Silva, Directeur général
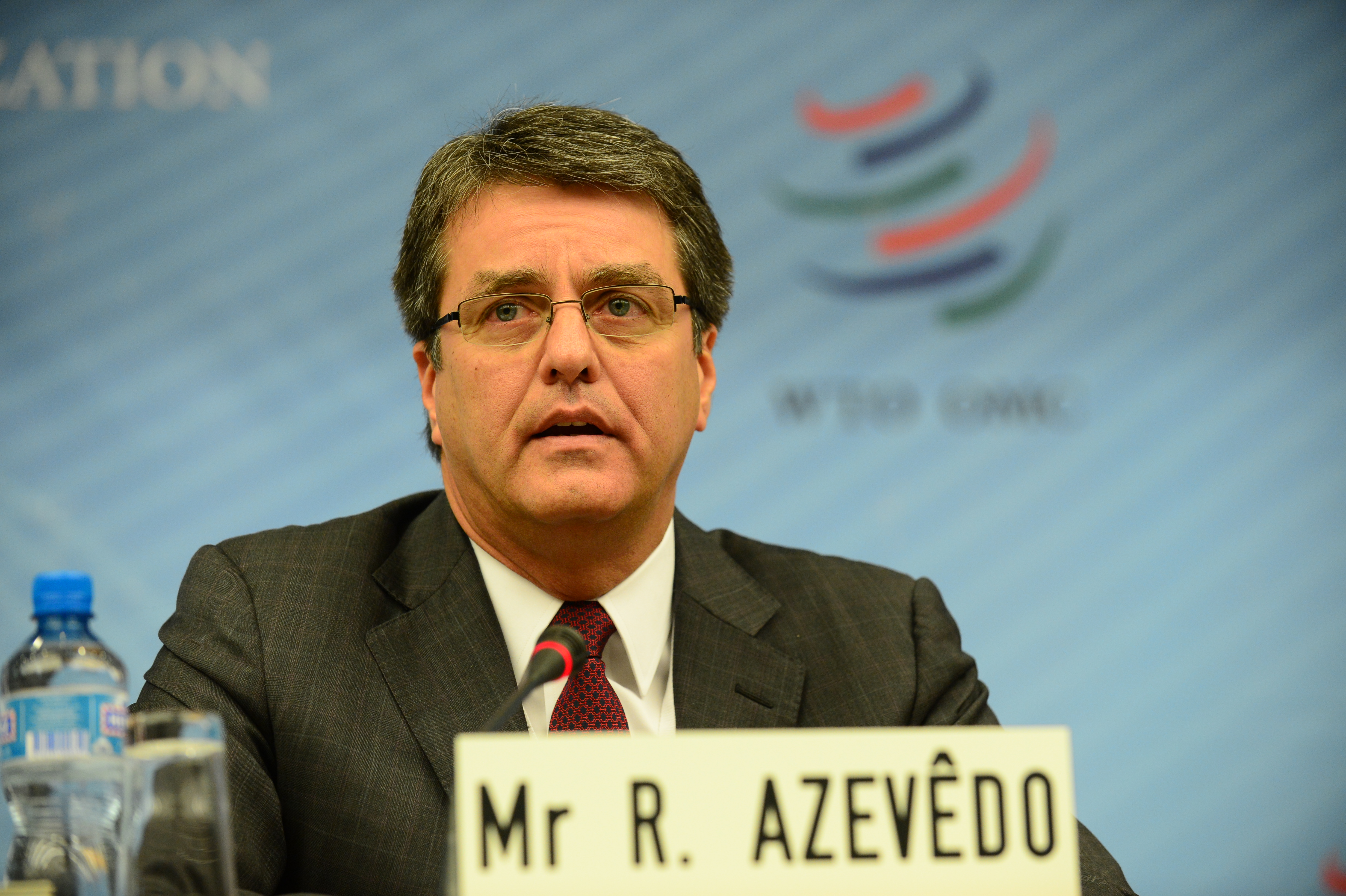
OMC Roberto Azevêdo, Directeur général
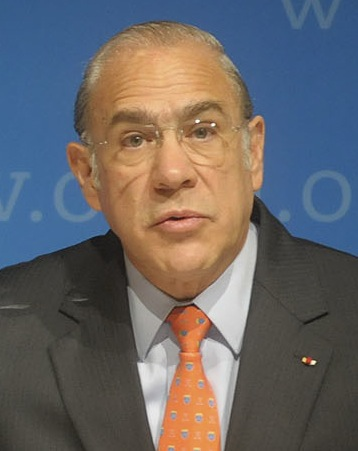
OCDE José Ángel Gurría, Secrétaire général

Pays membres

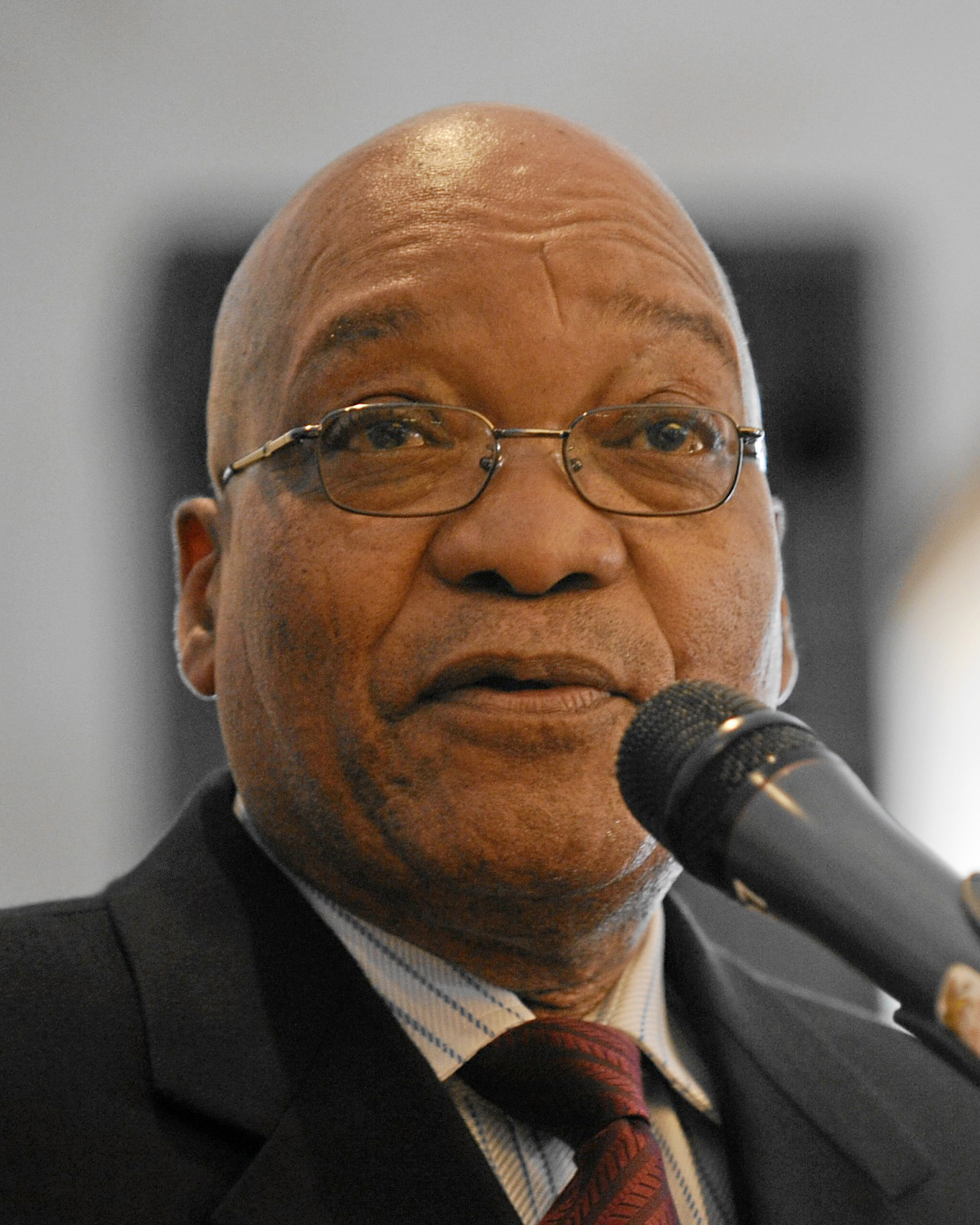
Afrique du Sud Jacob Zuma, Président
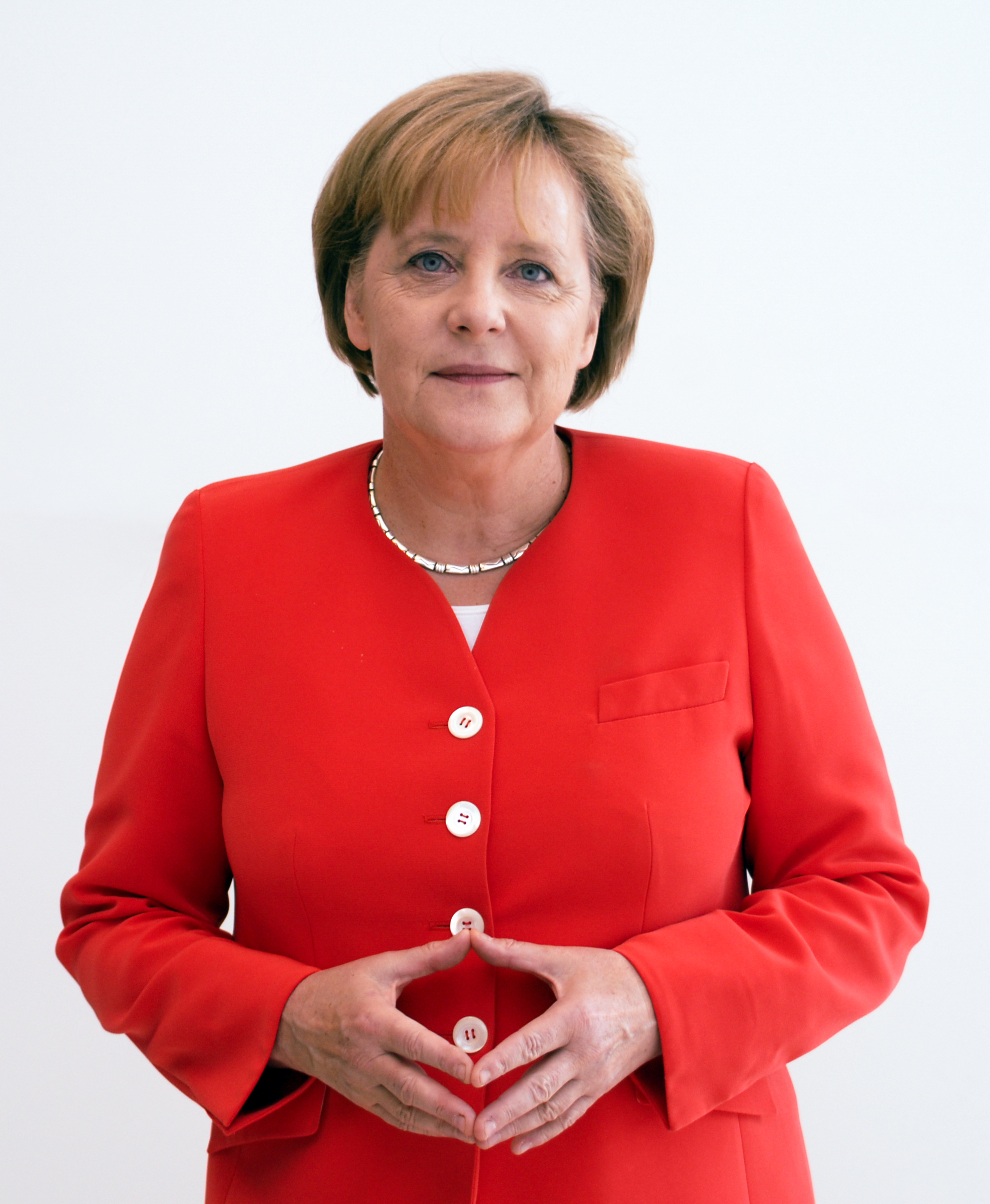
Allemagne Angela Merkel, Chancelière
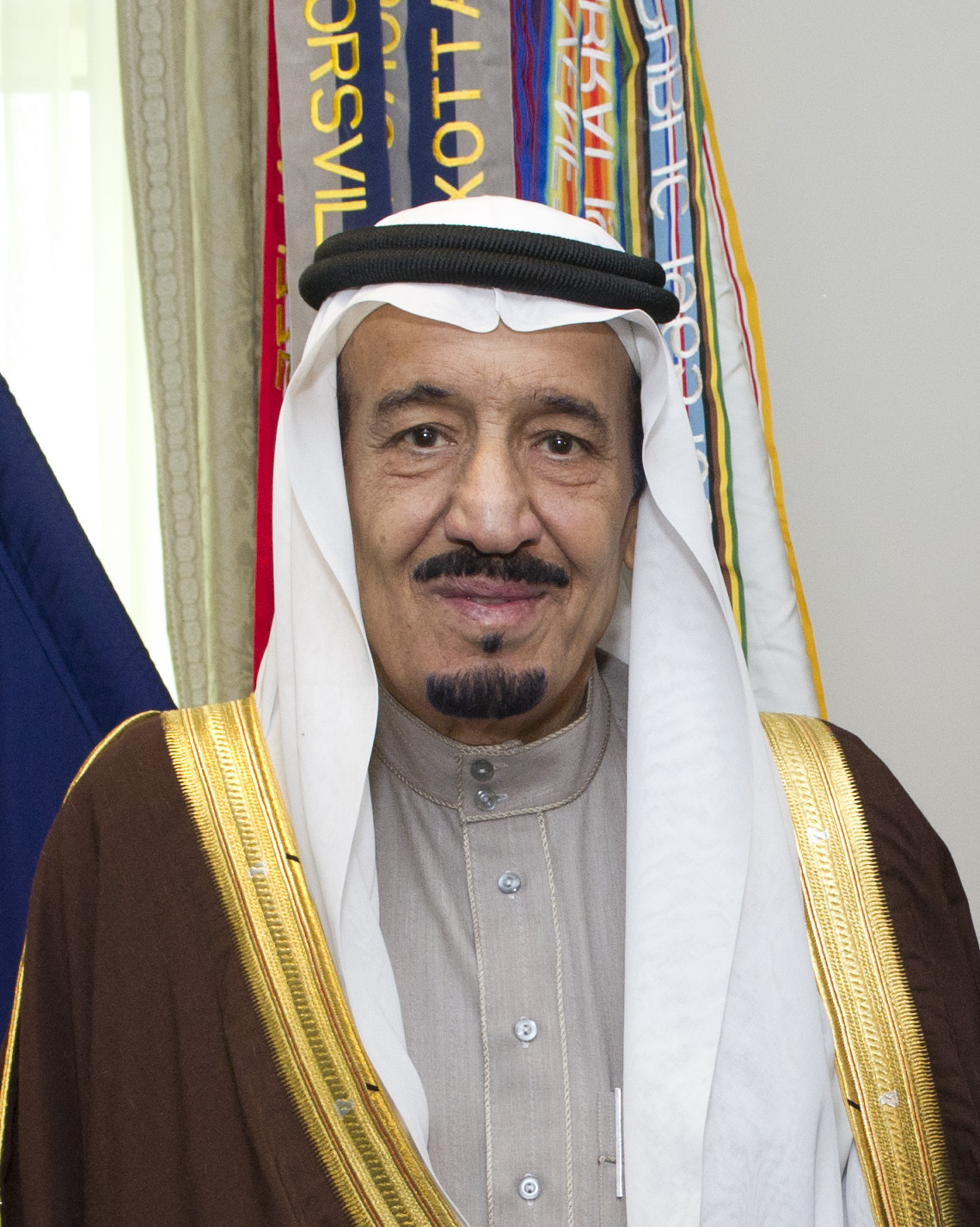
Arabie saoudite Salmane ben Abdelaziz Al Saoud, Prince héritier, Vice-Premier ministre et Ministre de la Défense
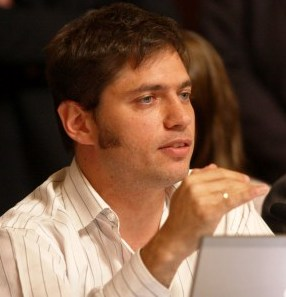
Argentine Axel Kicillof, ministre de l'Économie
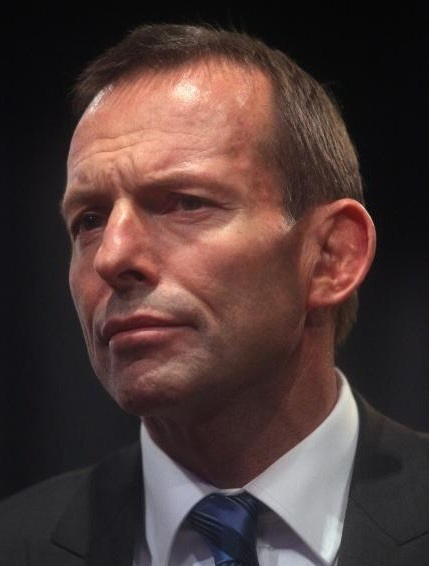
Australie Tony Abbott, Premier ministre
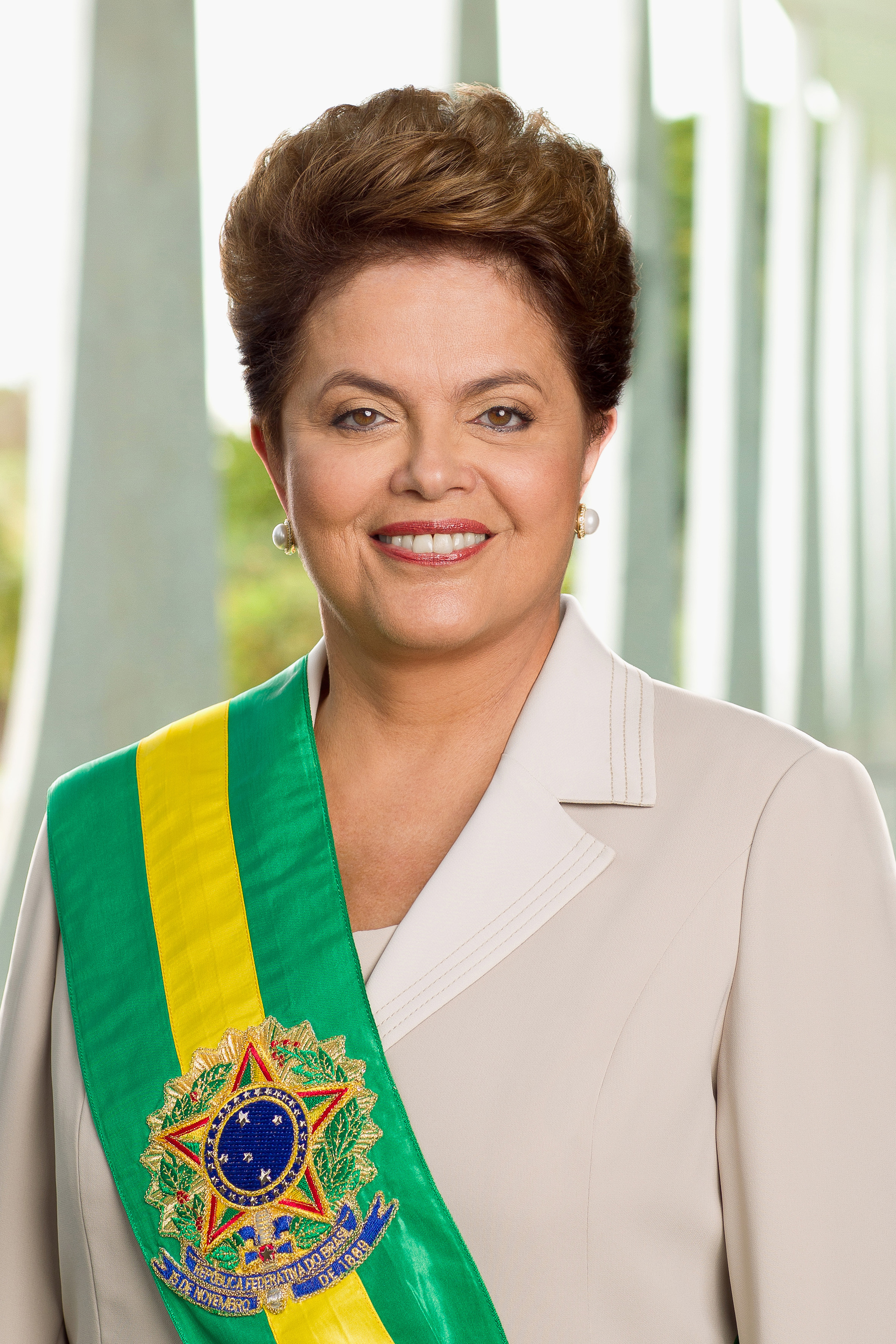
Brésil Dilma Rousseff, Présidente
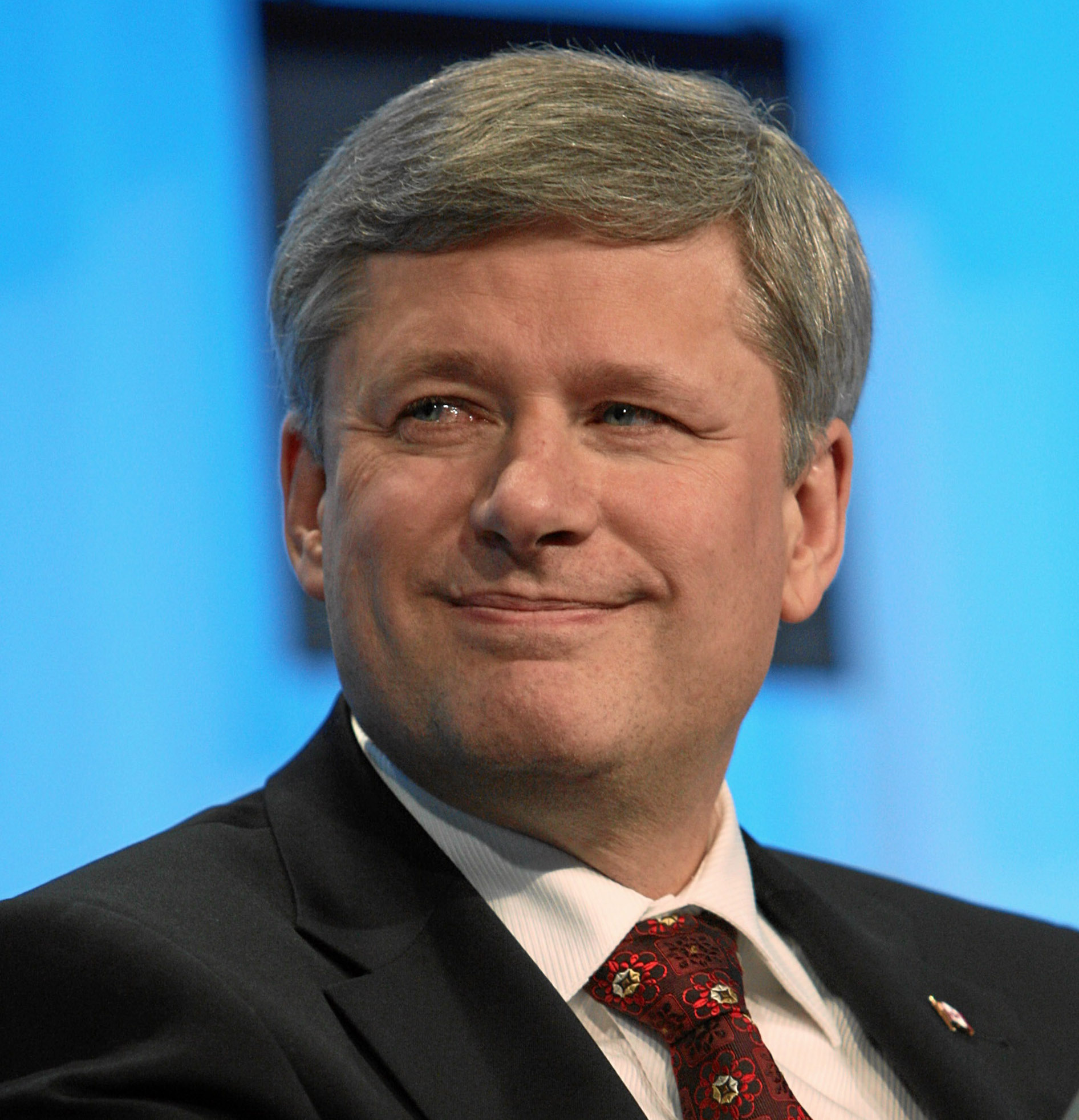
Canada Stephen Harper, Premier ministre
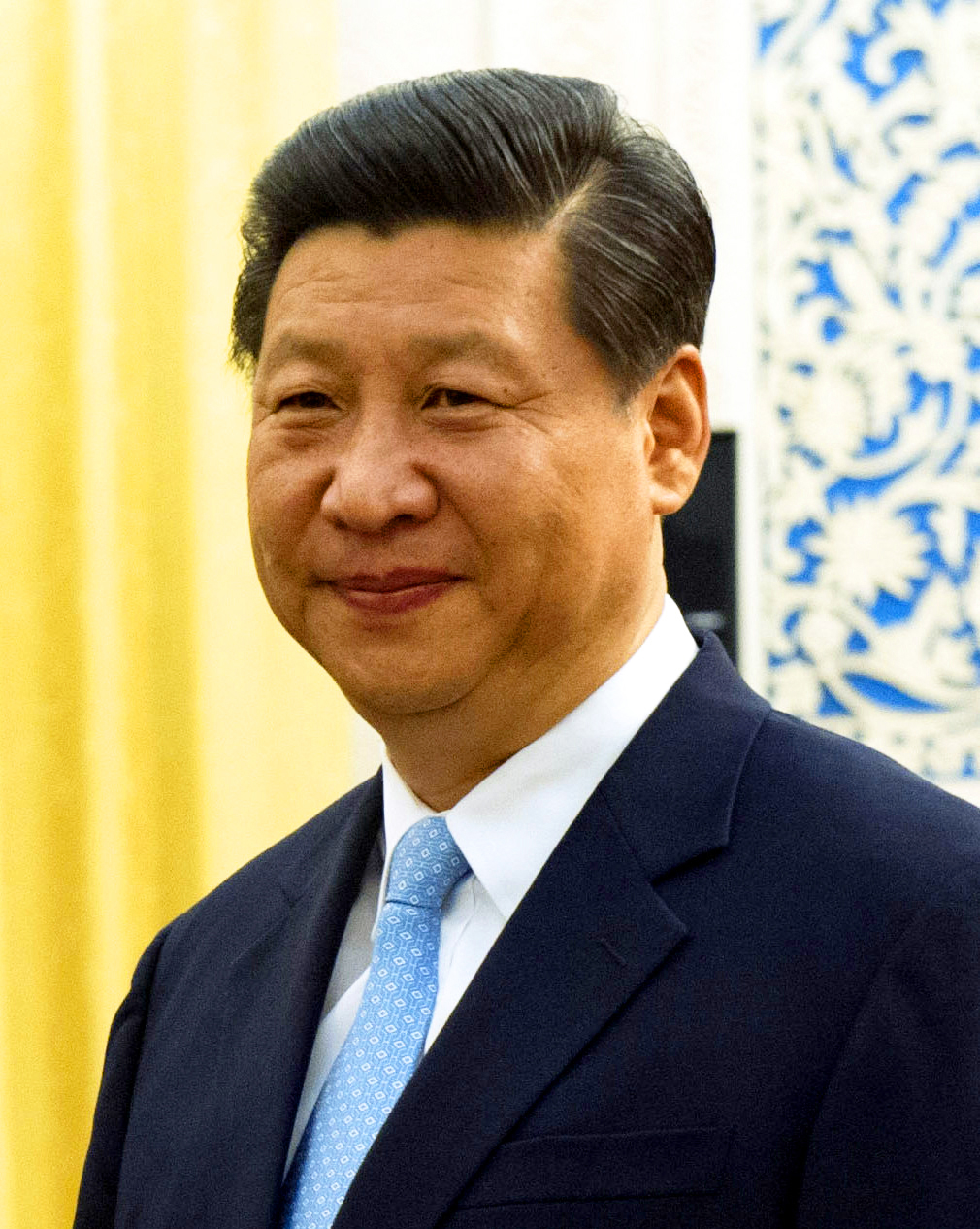
Chine Xi Jinping, Président
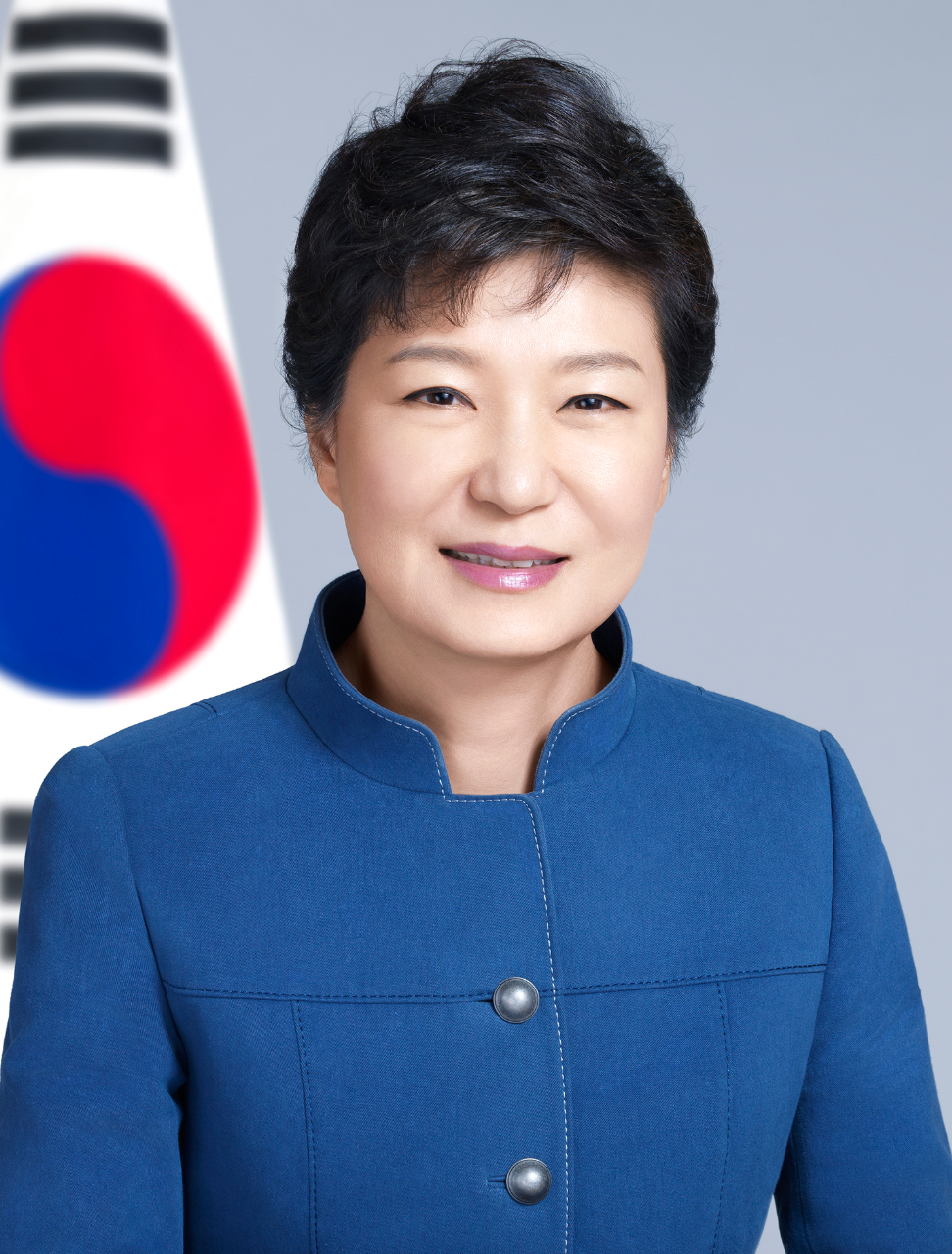
Corée du Sud Park Geun-hye, Présidente
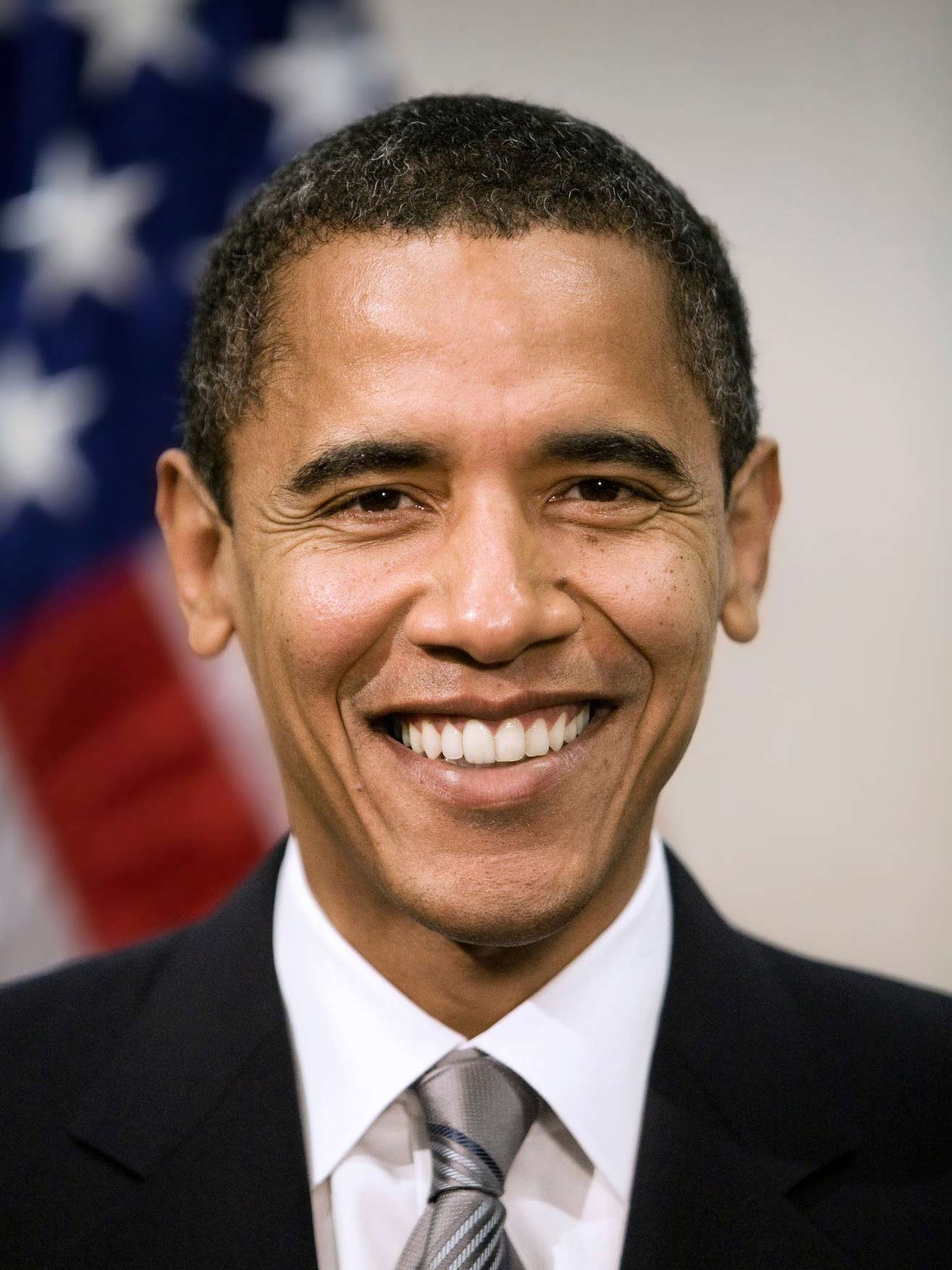
États-Unis Barack Obama, Président
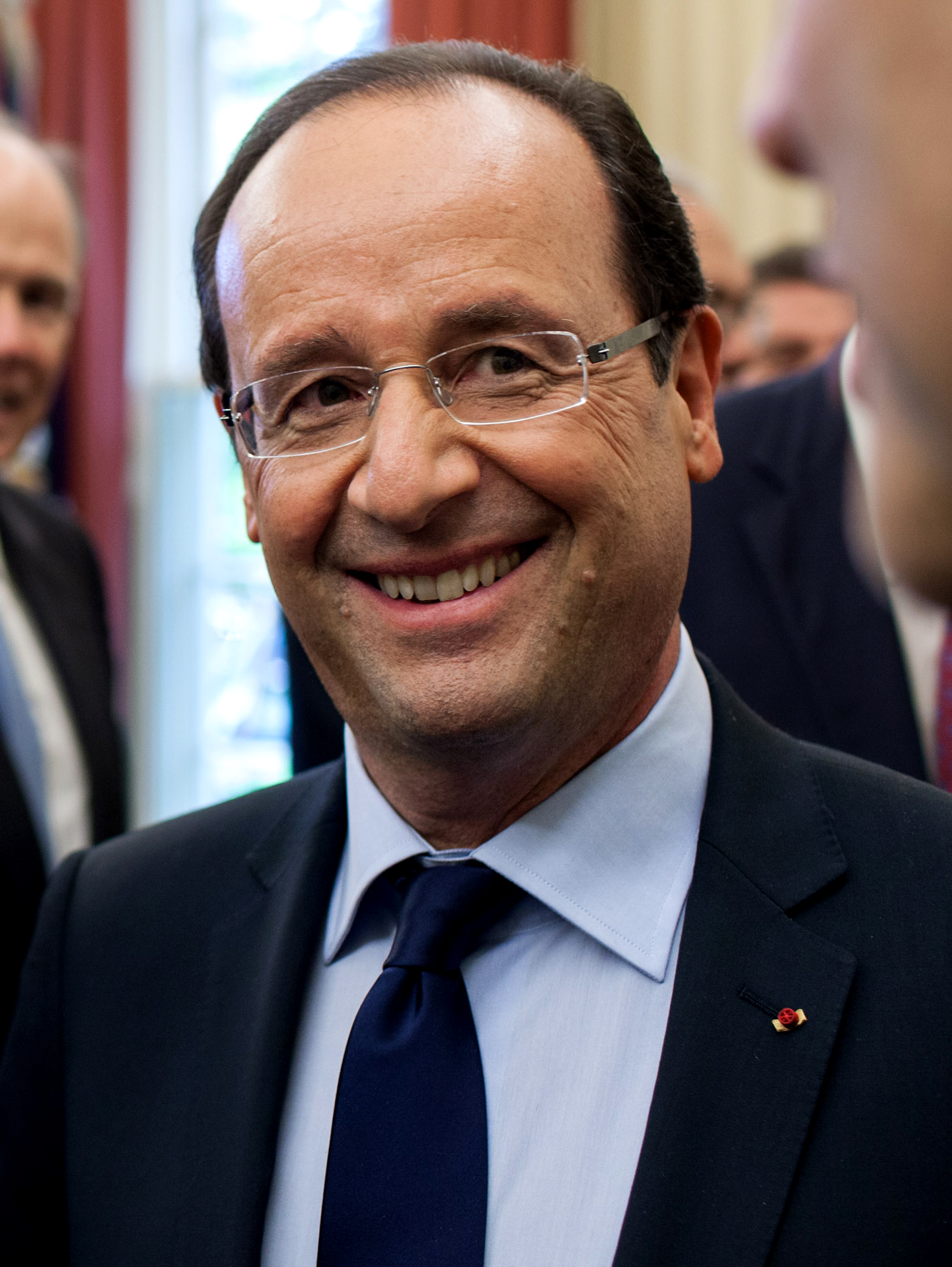
France François Hollande, Président
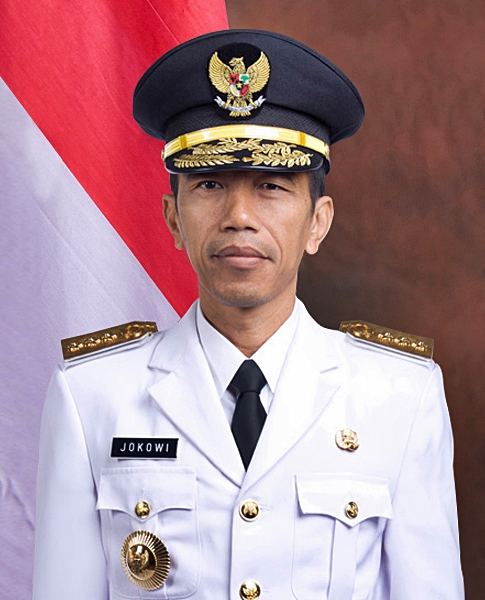
Indonésie Joko Widodo, Président
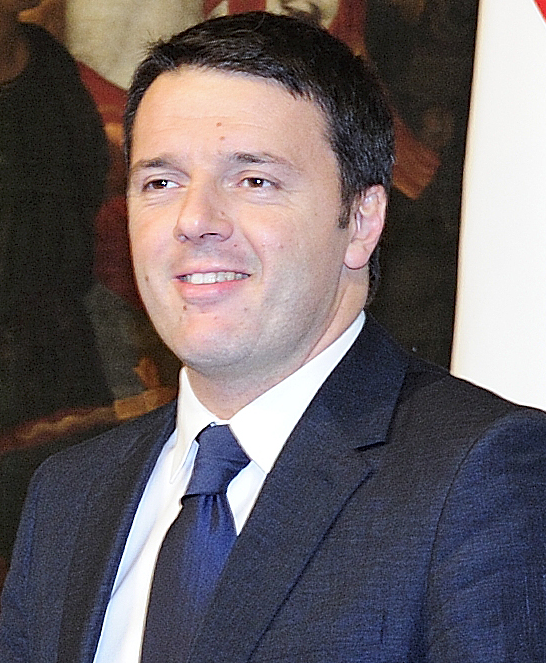
Italie Matteo Renzi, Président du Conseil
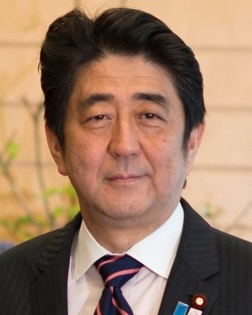
Japon Shinzo Abe, Premier ministre
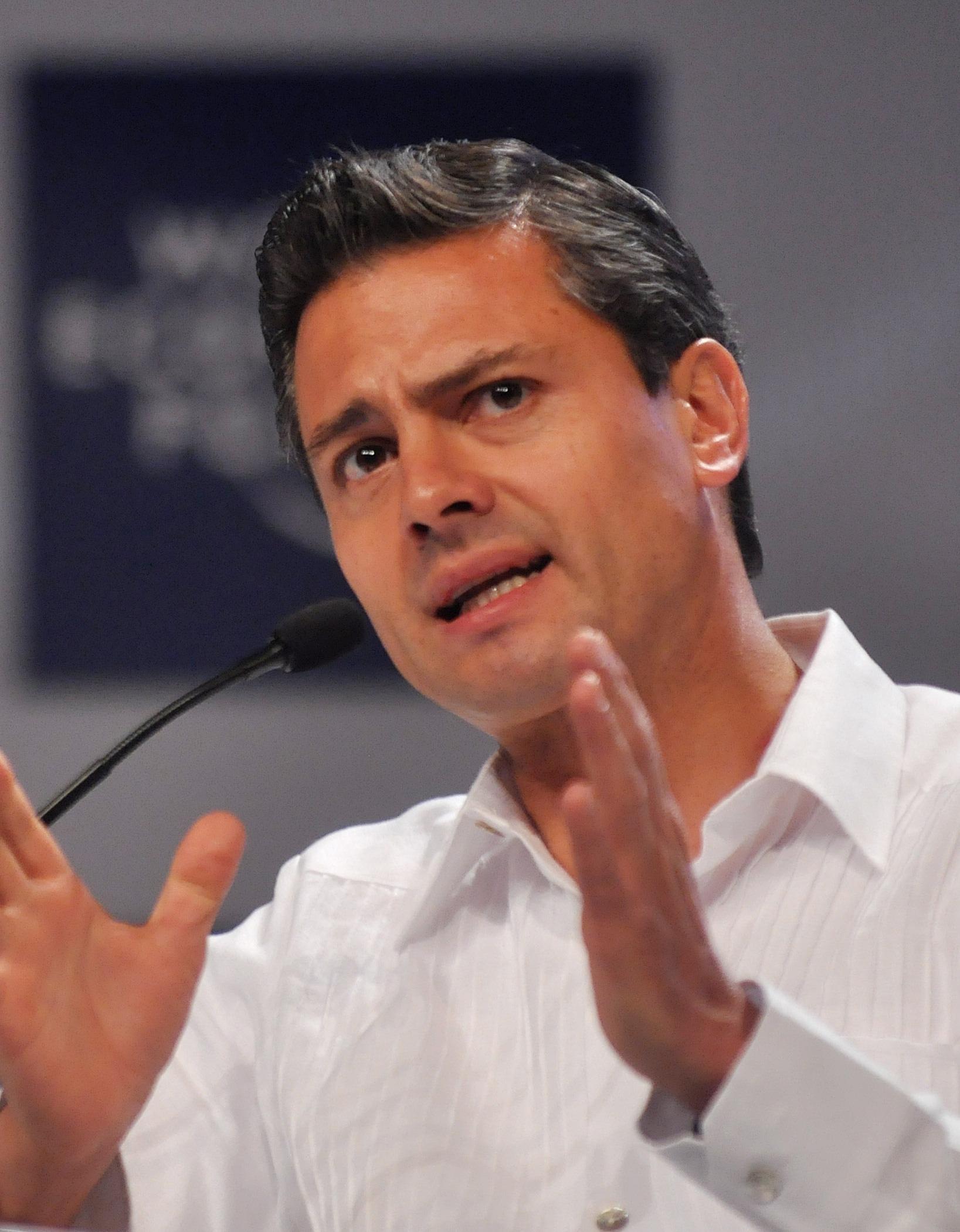
Mexique Enrique Peña Nieto, Président
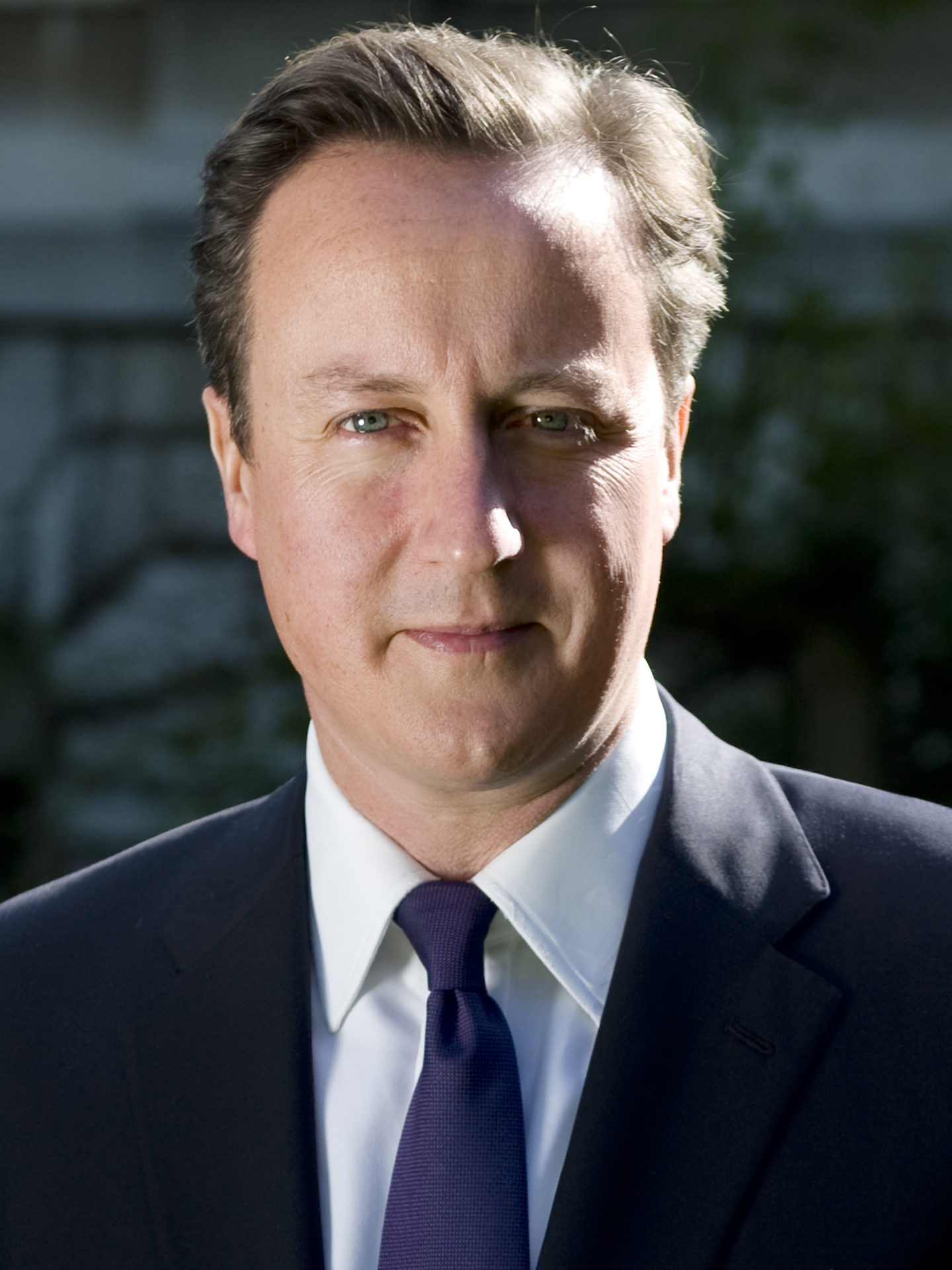
Royaume-Uni David Cameron, Premier ministre
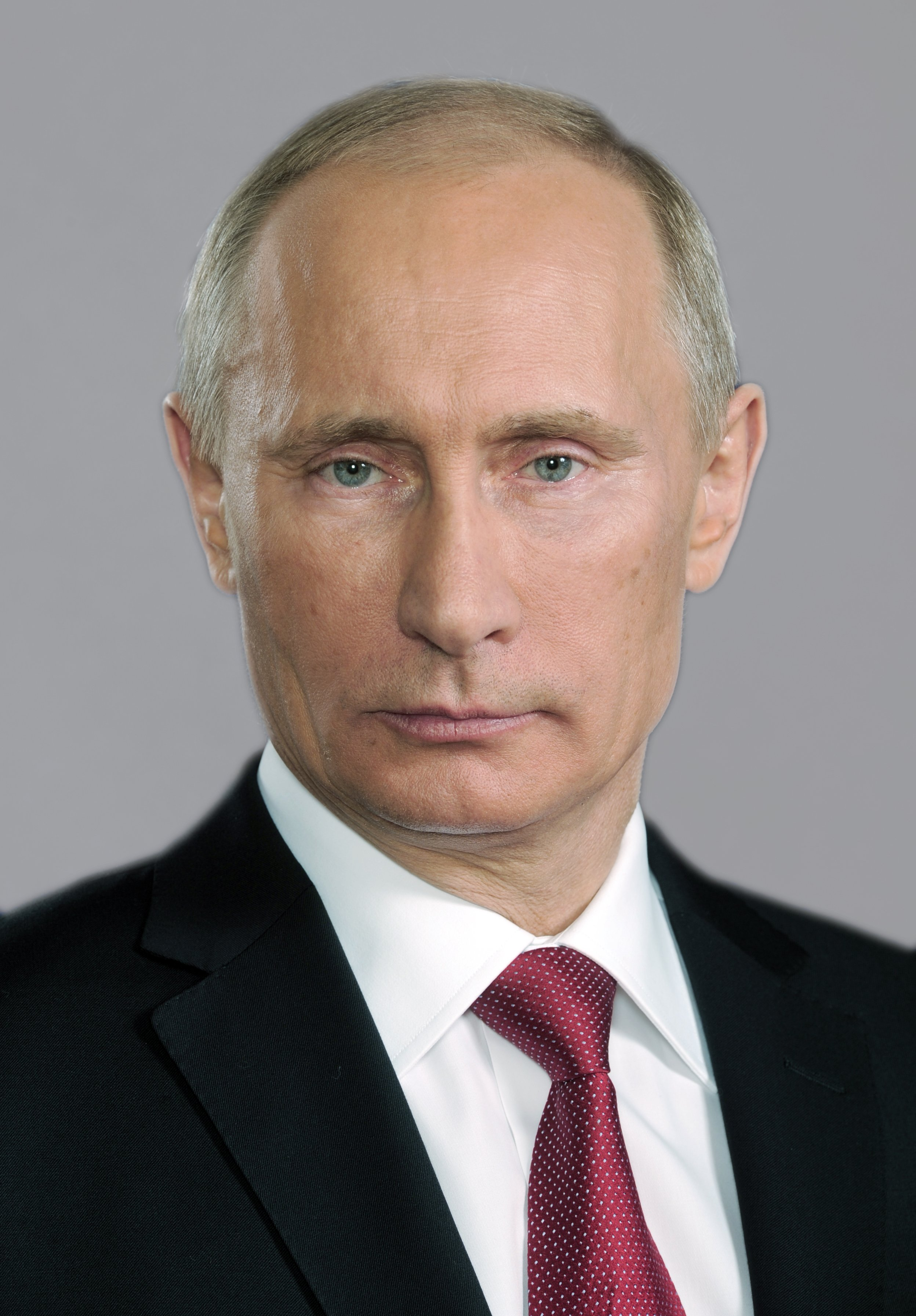
Russie Vladimir Poutine, Président
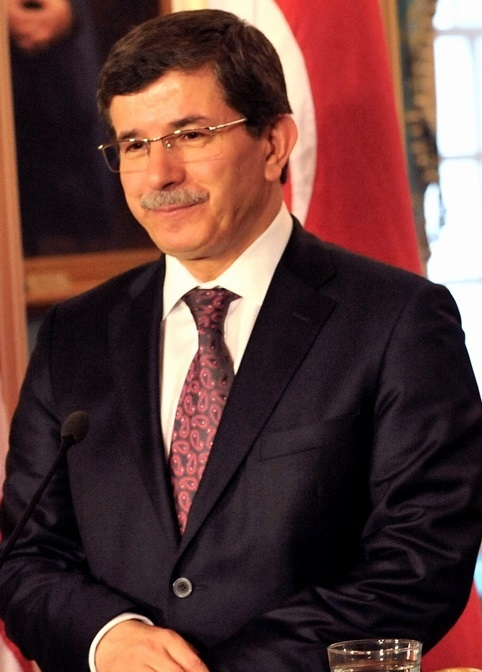
Turquie Ahmet Davutoğlu, Premier ministre
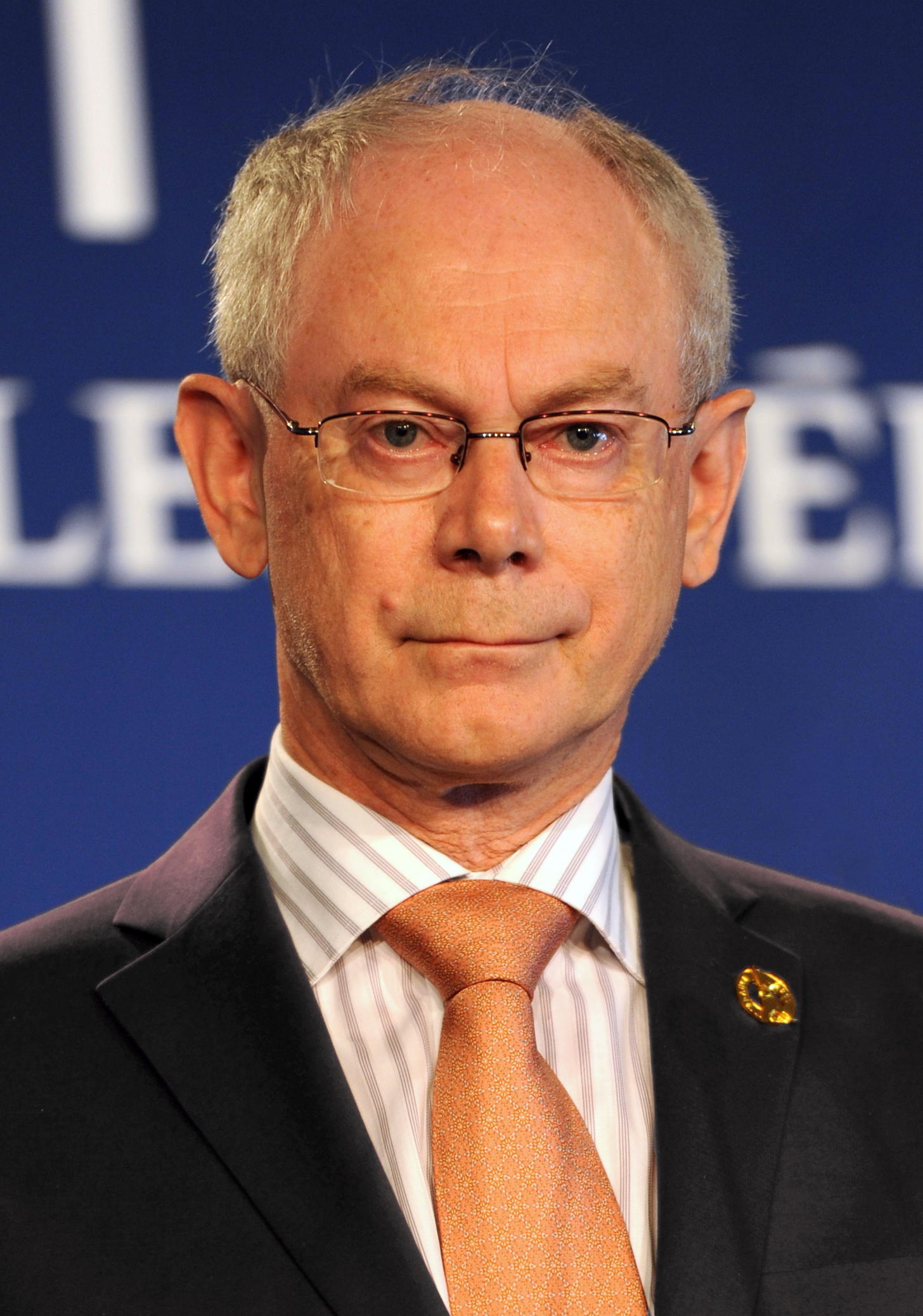
Union européenne Herman Van Rompuy, Président du Conseil européen
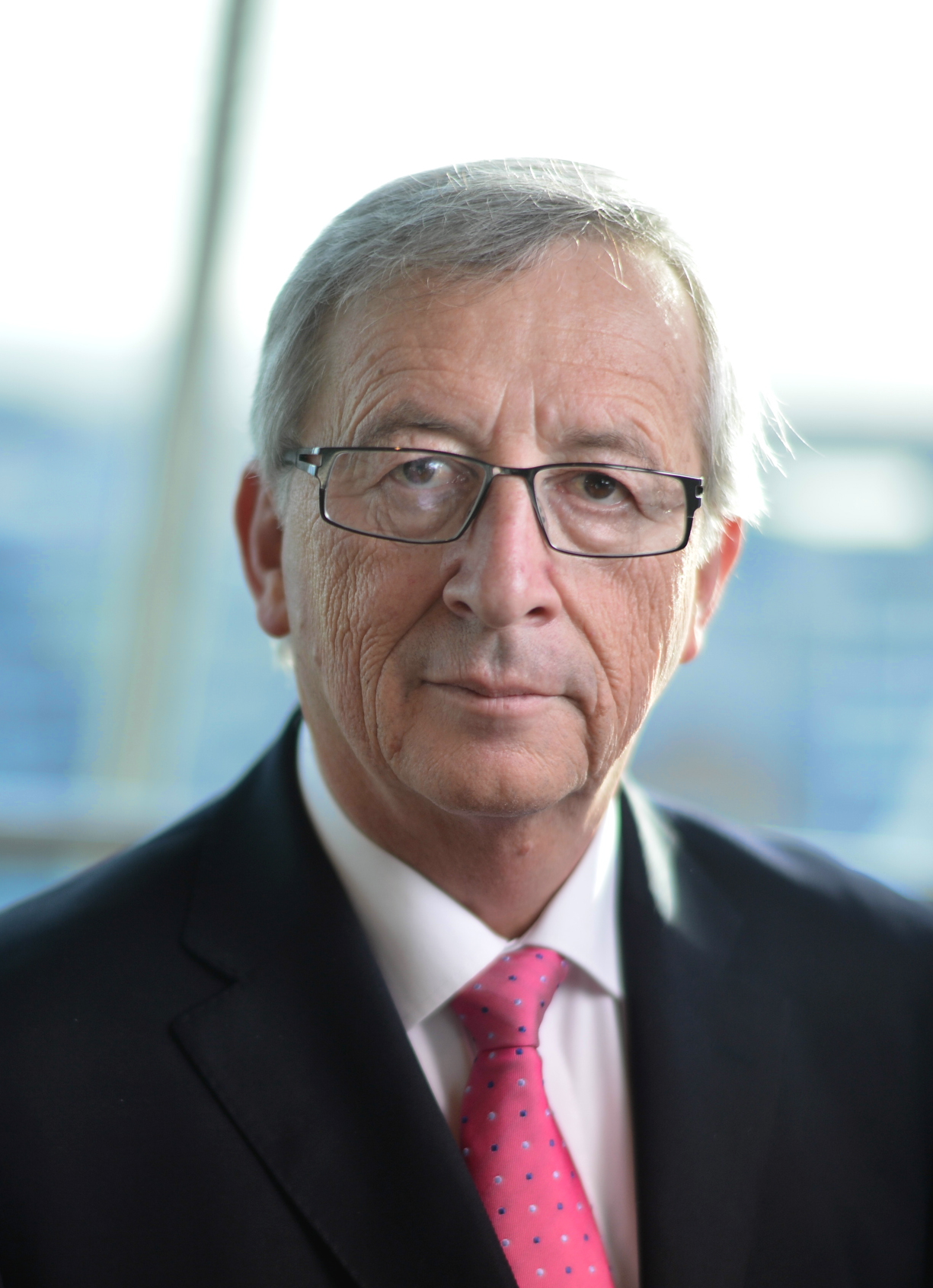
Union européenne Jean-Claude Juncker, Président de la Commission européenne

Pays invités
- Espagne
Mariano Rajoy, Premier ministre
- Birmanie
Thein Sein, Président
- Mauritanie
Mohamed Ould Abdel Aziz, Président
- Nouvelle-Zélande
John Key, Premier ministre
- Sénégal
Macky Sall, Président
- Singapour
Lee Hsien Loong, Premier ministre

Organisations internationales
- Banque mondiale
Jim Yong Kim, Président
- FMI
Christine Lagarde, Directrice générale
- FSB
Mark Carney, Président
- ONU
Ban Ki-moon, Secrétaire général
- ONUAA
José Graziano da Silva, Directeur général
- OMC
Roberto Azevêdo, Directeur général
- OCDE
José Ángel Gurría, Secrétaire général

## Réunions politiques sur la finance
Du 10 au 11 septembre 2014, se tient la réunion des ministres du Travail et de l’Emploi à Melbourne. La réunion des ministres des Finances et des banques centrales se tient à Cairns, les 20 et 21 septembre.